# Gymnothorax rueppelliae
Gymnothorax rueppelliae is een straalvinnige vissensoort uit de familie van de murenen (Muraenidae). De wetenschappelijke naam van de soort is voor het eerst geldig gepubliceerd in 1844 door McClelland.